# 印度波魚
印度波魚（学名：Rasbora bankanensis）為輻鰭魚綱鯉形目鯉科波鱼属的一個種，該物種主要分布於亞洲馬來半島及印尼，體長可達6公分，棲息在森林溪流。